# Oryctanthus ovalifolius
Oryctanthus ovalifolius là một loài thực vật có hoa trong họ Loranthaceae. Loài này được (Ruiz & Pav.) J.F. Macbr. mô tả khoa học đầu tiên năm 1931.